# Василь Чекаларов

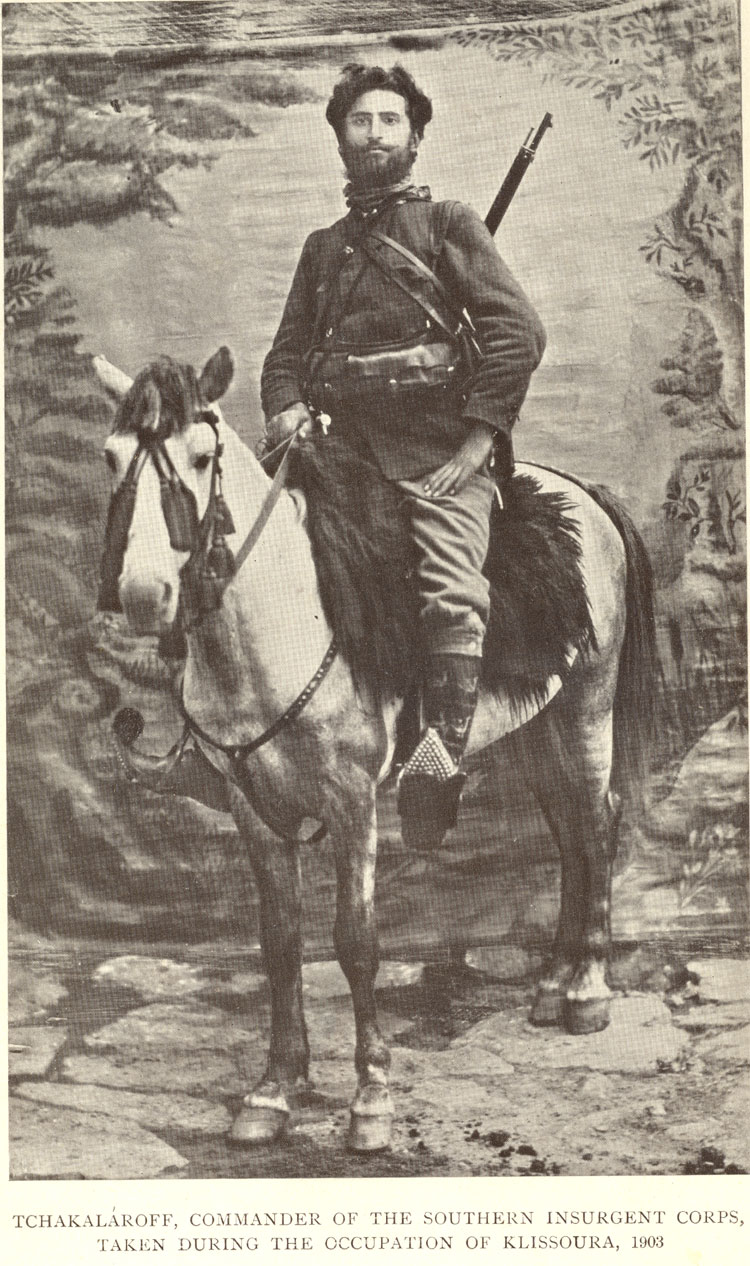
Василь Чекаларов

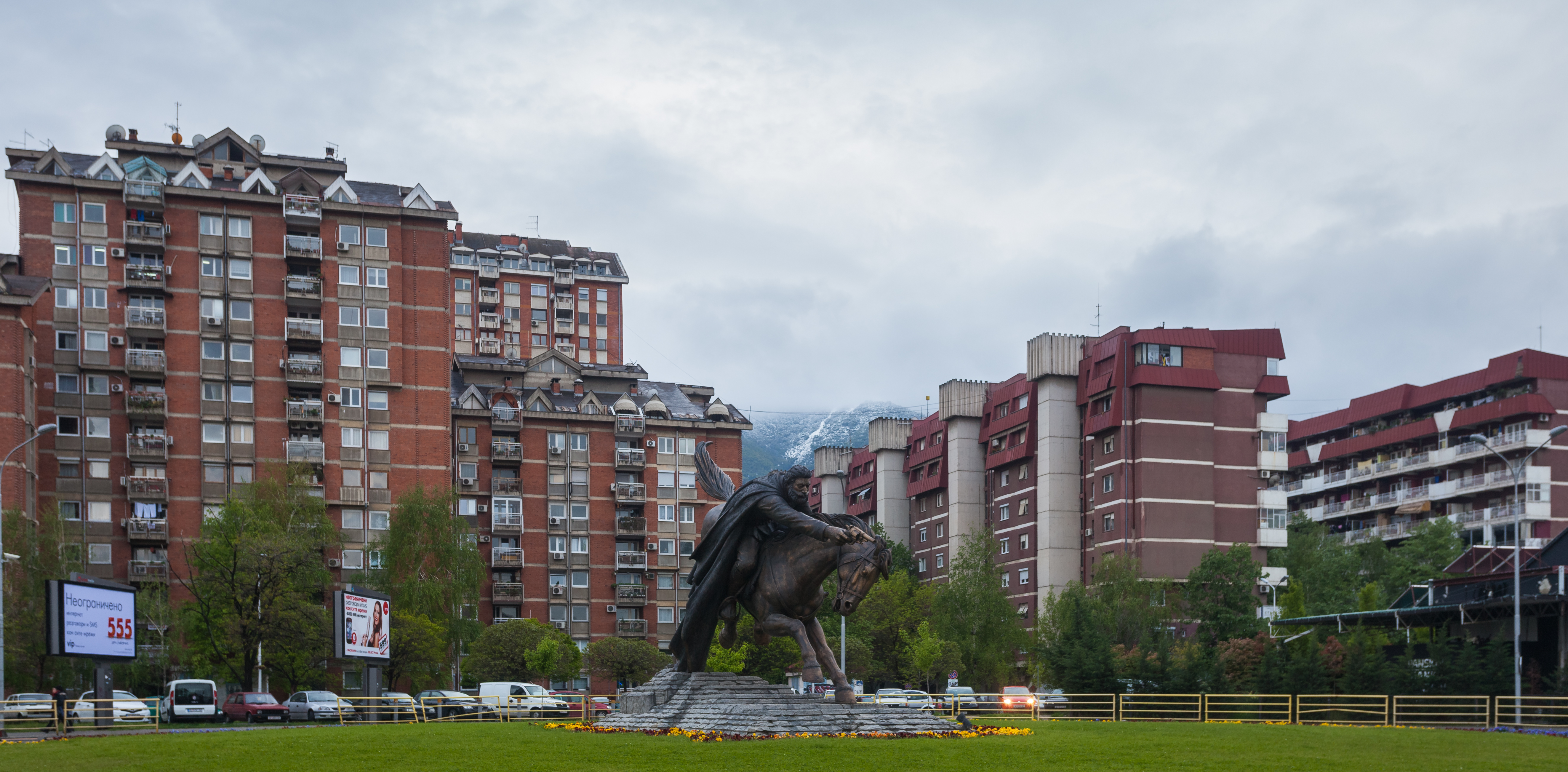
Пам'ятник Василю Чекаларову в Скоп'є, Північна Македонія.

Василь Христов Чекаларов (болг. Васил Христов Чекаларов) (22.02.1874 в Смардеші, Османська імперія, сьогодні Кристаллопігі, ном Флорина, Греція — 9 липня 1913 в Белкамені, сьогодні Дросопігі, ном Флорина) — болгарський революціонер і один з лідерів Внутрішньої македоно-адріанопольська революційна організації в Македонії. Н. Н. Брейлсфорд описав Чекаларова як «жорстокого, але компетентного генерала» болгарських повстанців у Македонії. Незважаючи на свою болгарську самоідентифікацію, згідно з історією Македонії після Другої світової війни він був етнічним македонцем.

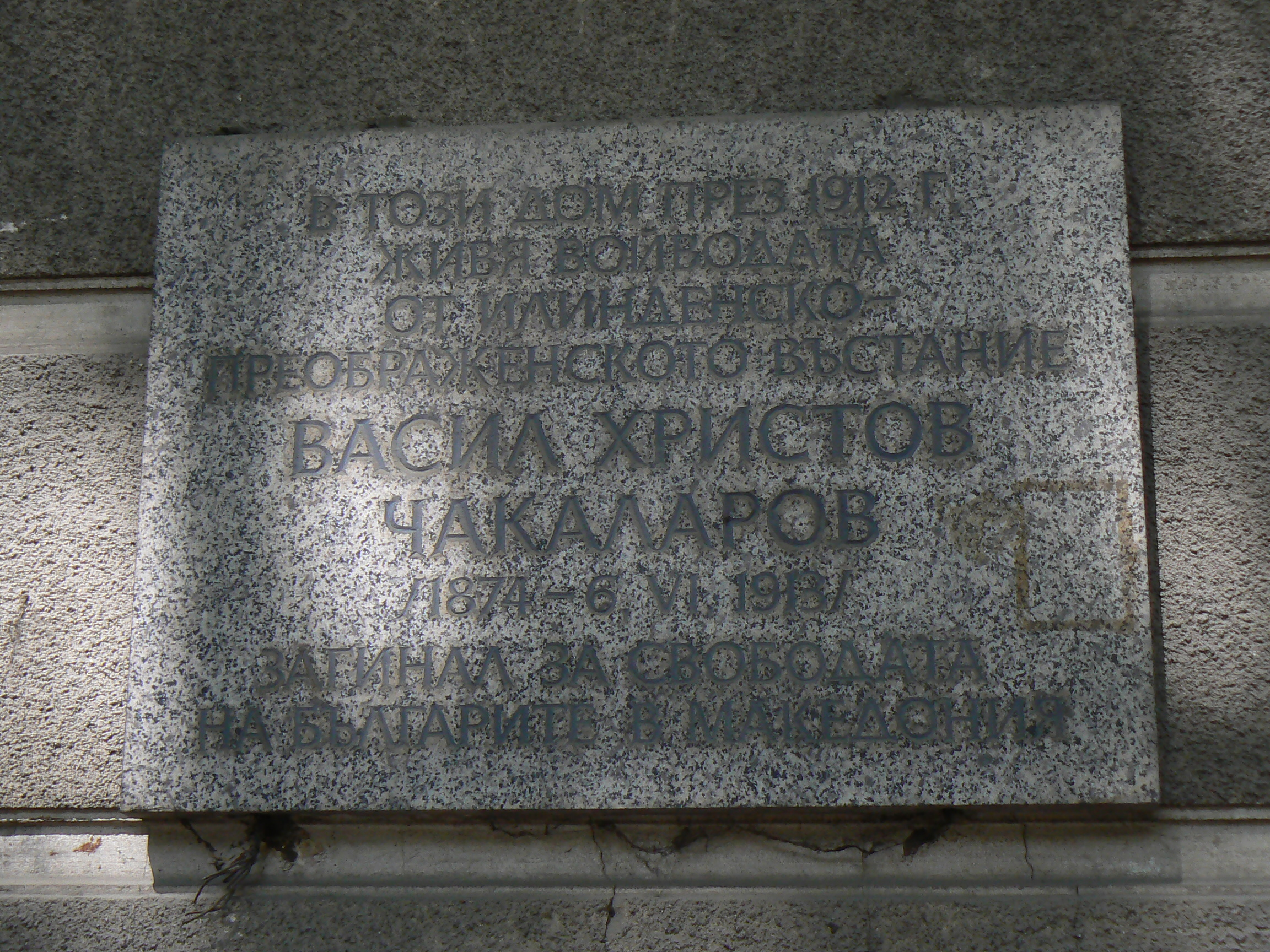
Меморіальна дошка Василя Чекаларова на будівлі, де він мешкав у Софії.

Він був провідним комітаджі в загонах болгарських македоно-адріанопольських революційних комітетів і брав участь у битвах проти османської влади, як до повстання Ілінден-Преображення, так і після нього. У 1901—1902 рр. він створив канал для незаконного обігу вогнепальної зброї з Греції до Південної Македонії. У 1904 р. він мігрував у Болгарію і став одним із організаторів Внутрішньої Македоно-Адріанопольської революційної організації (ІМАРО) воєнної кампанії проти грецької боротьби за Македонію.
Як командувач болгарської партизанської групи, Чекаларов підтримував грецьку армію в Першій Балканській війні 1912—1913. Пізніше він воював на боці болгарської армії на фронті у Східній Фракії у складі Македоно-Адріанополітанського добровольчого корпусу. Він був убитий грецькими військами під час Другої Балканської війни, а його голова була публічно виставлена у Флорині.
У 1934 році болгарське село було перейменовано в Чакаларово на честь Василя Чекаларова.